# 招文亮
招文亮（英語：Alvin Chiu Man-leong），文化體育及旅遊局局長政治助理，曾任沙田區議會鞍泰民選區議員及金融機構高級副總裁。

## 簡歷
招文亮2008年起任職金融機構，加入政府前為金融機構高級副總裁，亦曾為科技公司品質工程師。他於2012年沙田區議會鞍泰選區補選中取得1488票險勝對手成功當選，並於2015年區議會選舉中取得3657票，票數比補選時大幅上升而成功連任，於2012年至2019年期間擔任沙田區議員，2019區議會選舉中，招文亮則以3,163票落敗。他多年來投身文化體育及社區服務，曾擔任馬鞍山南分區委員會主席、沙田區議會文化體育及社區發展委員會主席、粵劇發展基金投資委員會委員、沙田文化藝術推廣委員會委員等公職。
招文亮擁有香港科技大學工業工程及工程管理（運輸物流管理）學士學位、香港中文大學公共政策碩士學位，並於2023年取得清華大學高級公共管理（香港政務人才項目）碩士學位。他是民建聯成員，曾任民建聯常委、執委、聯絡委員會主席及青年民建聯副主席等職務。